# Bolaji Badejo
Bolaji Badejo (Lagos, 23 augustus 1953 — aldaar, 22 december 1992) was een Nigeriaans acteur en kunststudent. Hij is bekend geworden door de vertolking van de Alien in de sciencefictionfilm Alien uit 1979. Hij werd voor die rol gecast door medewerkers van het productieteam van Ridley Scott, die hem tegenkwamen in een bar en hem geschikt vonden voor de rol. De keuze was te verklaren door de lengte (2.08 m) en het postuur (erg dun) van Badejo.
Hij overleed op 22 december 1992 in Nigeria op 39-jarige leeftijd aan de gevolgen van sikkelcelanemie.
- Library of Congress Control Number: no2013076631
- Virtual International Authority File: 305040427
- WorldCat: E39PBJvCTdrqJ8BR6wRMdwkMT3